# Hilton, South Australia

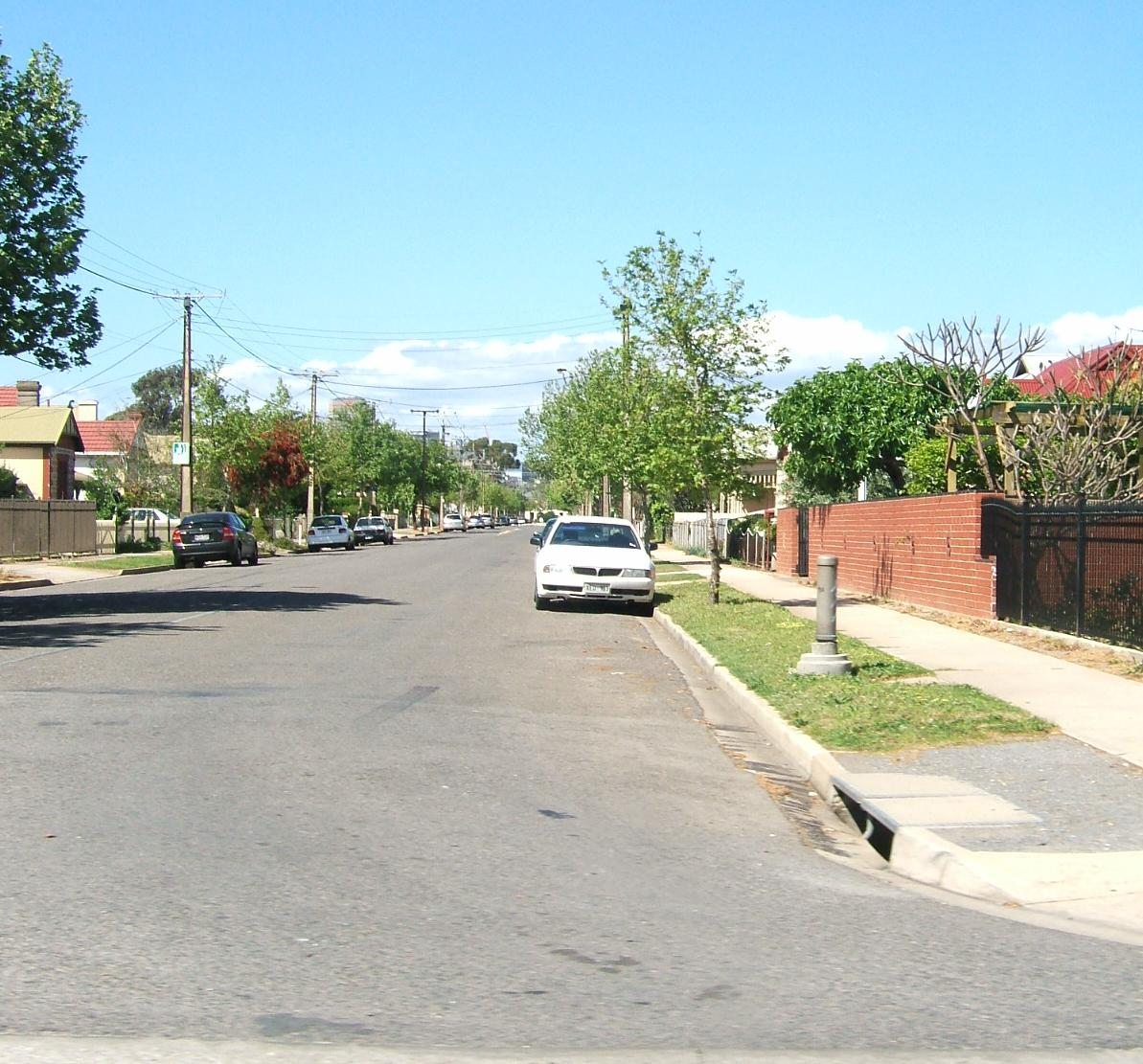
Hilton, South Australia

Hilton este o suburbie în regiunea West Torrens, din Adelaide, Australia de Sud, Australia.